# Rumunština
Rumunština (rumunsky limba română) je románský jazyk s asi 25 miliony mluvčími, převážně v Rumunsku, v oblasti Vojvodina v Srbsku a v Moldavsku, kde se z historických a politických důvodů do roku 2013, respektive podle ústavy až do roku 2023 nazýval moldavština.

## Historie

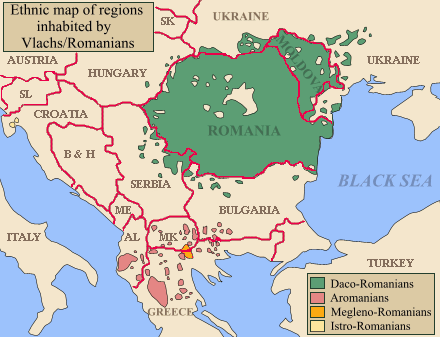
Mapa rozšíření rumunštiny a jejích dialektů po Balkánu

Předtím, než v roce 106 dobyli zemi Římané a udělali z ní svoji provincii, bylo území dnešního Rumunska obydleno indoevropskými Dáky. Po příchodu Římanů se stala úředním jazykem lidová latina. Mezi lety 271 až 275 ztratili Římané nad územím kontrolu. Co se s latinsky mluvícím obyvatelstvem dělo potom, není známo.
Kvůli své geografické izolaci je rumunština pravděpodobně první románský jazyk, který se oddělil od latiny a až do moderní doby nebyl ovlivňován jinými románskými jazyky.
Jmenná morfologie rumunštiny je oproti ostatním románským jazykům konzervativní. Zachovala si skloňování a rovněž střední rod. Slovesná morfologie zaznamenala stejný posun ke složenému perfektu a futuru jako v ostatních románských jazycích.
Dialekty rumunštiny byly sjednoceny pravděpodobně mezi 7. a 10. stoletím, kdy bylo území ovlivňováno byzantskou říší a slovanskými jazyky.
Rumunština je jediný románský jazyk, který nebyl ovlivňován římskokatolickou, ale pravoslavnou církví, tureckou a slovanskou kulturou.

### Romanizace jazyka

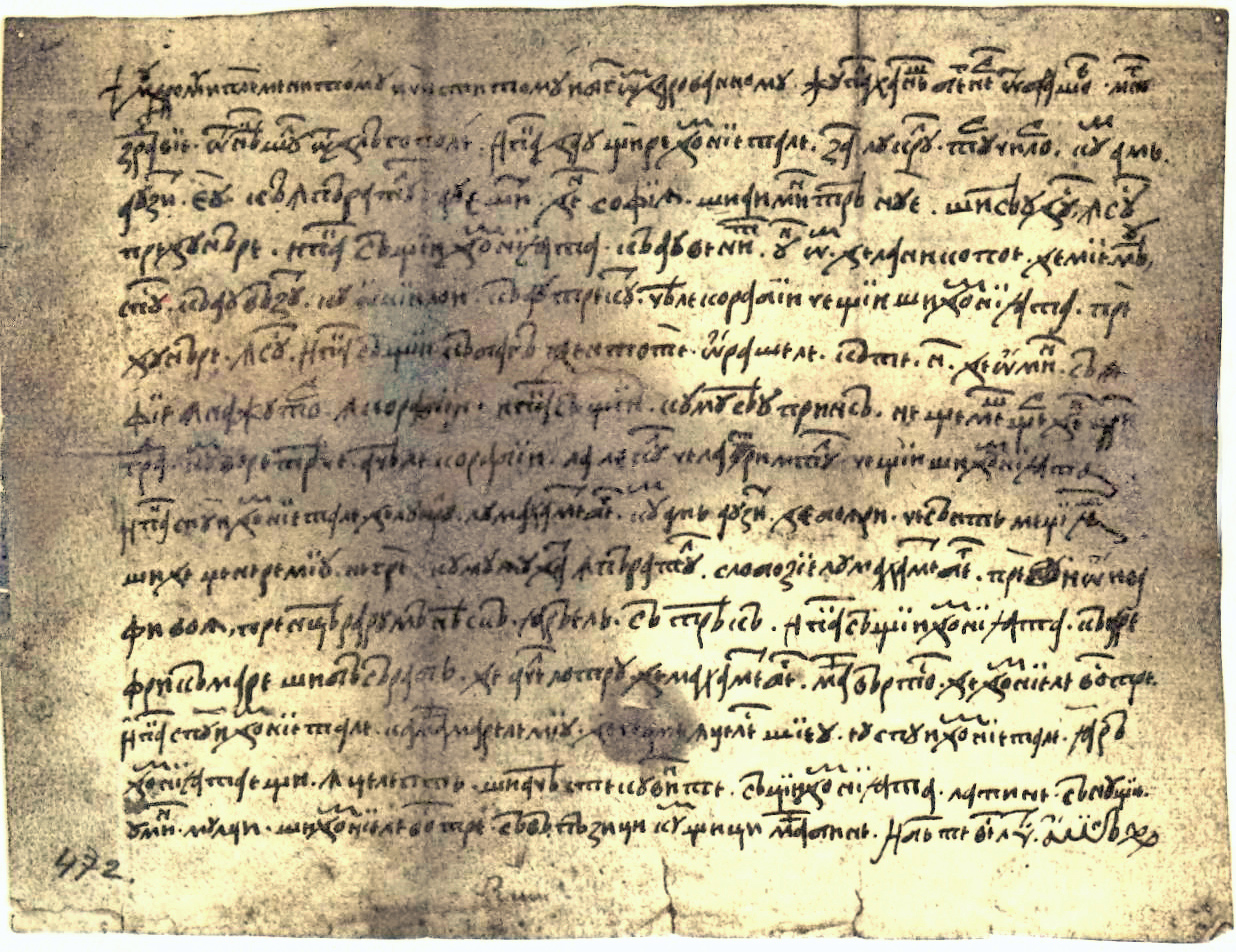
Neacșův dopis – nejstarší dochovaná psaná forma rumunského jazyka

Počátky vědomé romanizace jazyka nacházíme koncem 18. století v díle sedmihradských řeckokatolických (uniátských) kněží, zvlášť Jana Samuela Kleina (též Clain, romanizováno na Ioan Micu). V Sedmihradsku byla církevní unie z 16. století, to jest podřízení pravoslavné církve pod římskou jurisdikci, poměrně úspěšná (asi pět procent rumunských věřících bylo a je „uniáty“). Propagace „latinského původu“ byla v zájmu rumunské uniátské elity, poskytovala totiž možnost zatlačovat řeckou, respektive slovanskou ortodoxii a stavět se jako „rovnocenná“ čelem ke katolickým Maďarům. I co se týče právního postavení „Valachů“ v habsburské říši, byla církevní unie i „znovunalezené románství“ výhodou. V gramatice sepsané Janem Kleinem-Micu i v jeho slovnících jsou místo slov, odvozených z jazyků slovanských, maďarštiny a turečtiny, novotvary (neologismy), tvořené na základě latiny. Latinská abeceda, která se rovněž začala používat v Sedmihradsku (Transylvánii), se po roce 1815 prosadila i v Moldavsku a Valašsku, kde do konce 19. století úplně vytlačila dosud používanou cyrilici. Od poloviny 19. století byla rumunština (valaština, moldavština) natolik očištěna podle francouzského a italského vzoru, že lze téměř hovořit o novém konstruování jazyka. To, co v dnešní rumunštině zní tak zřetelně „latinsky“, není tedy antickým dědictvím, nýbrž novou konstrukcí, vzniklou v 19. století. V Rumunsku i v Moldavsku dlouho přetrvával fenomén dvou národních jazyků, umělého spisovného a literárního jazyka a tradičního lidového jazyka. Na rozdíl od jiných zemí, kupříkladu Řecka, zde se však literární jazyk prosadil jako jazyk státní.
Příklad romanizace jazyka v názvu „rumunský jazyk“
1. Limba rumânească – původní název
2. Limba românească – nahrazení „u“ za „o“, název je podobnější slovu „Roma“ (Řím)
3. Limba română – odstranění slovanského gramatického tvaru „-ască“; současný název

Moldavština oproti rumunštině zachovala svůj originální název – „Limba moldovenească“.

## Kontakty s jinými jazyky
| Rumunština podle původu slov                 | Rumunština podle původu slov                 | Rumunština podle původu slov | Rumunština podle původu slov | Rumunština podle původu slov |
| -------------------------------------------- | -------------------------------------------- | ---------------------------- | ---------------------------- | ---------------------------- |
|                                              |                                              |                              |                              |                              |
| Románský                                     | Románský                                     |                              | 78 %                         | 78 %                         |
| Slovanský                                    | Slovanský                                    |                              | 14 %                         | 14 %                         |
| Germánský (německé vlivy, anglické výpůjčky) | Germánský (německé vlivy, anglické výpůjčky) |                              | 2,54 %                       | 2,54 %                       |
| Řecký                                        | Řecký                                        |                              | 1,7 %                        | 1,7 %                        |
| Ostatní                                      | Ostatní                                      |                              | 5,49 %                       | 5,49 %                       |

### Dáčtina
Dáčtina byl indoevropský jazyk, kterým mluvili staří Dákové. Byl to první jazyk, který ovlivnil latinu v Dákii.
V dnešní rumunštině je okolo 300 slov, o kterých se předpokládá, že jsou z dáčtiny (např.: balaur = drak, brânză = sýr, mal = břeh).

### Balkánský jazykový svaz
Přestože je většina rumunské gramatiky a morfologie založená na latině, jsou v ní jevy, které sdílí jen s ostatními jazyky v balkánském jazykovém svazu. Mezi sdílené jevy patří určitý člen následující po řídícím slovu, splynutí genitivu a dativu, způsob tvoření futura a perfekta.

### Slovanské jazyky
Zdrojem slovanského vlivu je v největší míře staroslověnština, která byla až do 18. století liturgickým jazykem v Rumunsku, a také bulharština, ukrajinština a srbština. Až 20 % slovní zásoby je slovanského původu (např.: iubi = milovat, glas = hlas, nevoie = potřeba, prieten = přítel, da = ano), nicméně mnoho slovanských slov jsou archaizmy, takže se odhaduje, že slovanská slovní zásoba představuje dnes už jen 10 % moderního jazyka. Mezi další slovanské vlivy patří např. zachování původního latinského fonému /h/, který nezůstal v žádném jiném dnešním románském jazyce.

### Další vlivy
- řečtina (např.: folos < ófelos = užitek, buzunar < buzunára = kapsa, proaspăt < prósfatos = čerstvý)
- maďarština (např.: oraş < város = město, a cheltui < költeni = utrácet, a făgădui < fogadni = slíbit)
- turečtina (např.: cafea < kahve = káva, cutie < kuta = krabice, papuc < papuç = papuče)
- němčina (např.: cartof < Kartoffel = brambor, bere < Bier = pivo, șurub < Schraube = šroub)

### Mezinárodní slova
Od 19. století si rumunština vypůjčuje mnoho slov z jiných románských jazyků, především francouzštiny a italštiny. Odhaduje se, že v rumunštině je kolem 38 % slov vypůjčených z italštiny a francouzštiny, takže spolu se slovy domácího původu tvoří kolem 80 % slovní zásoby slova s původem v latině.
Některá latinská slova byla do rumunštiny přijata dvakrát, poprvé jako součást původní slovní zásoby a podruhé jako přejatá slova.
Např.:
- bratr/bratrský: frate/fratern
- prst/prstní: deget/digital
- voda/vodní: apă/acvatic
- oko/oční: ochi/ocular

## Rozšíření

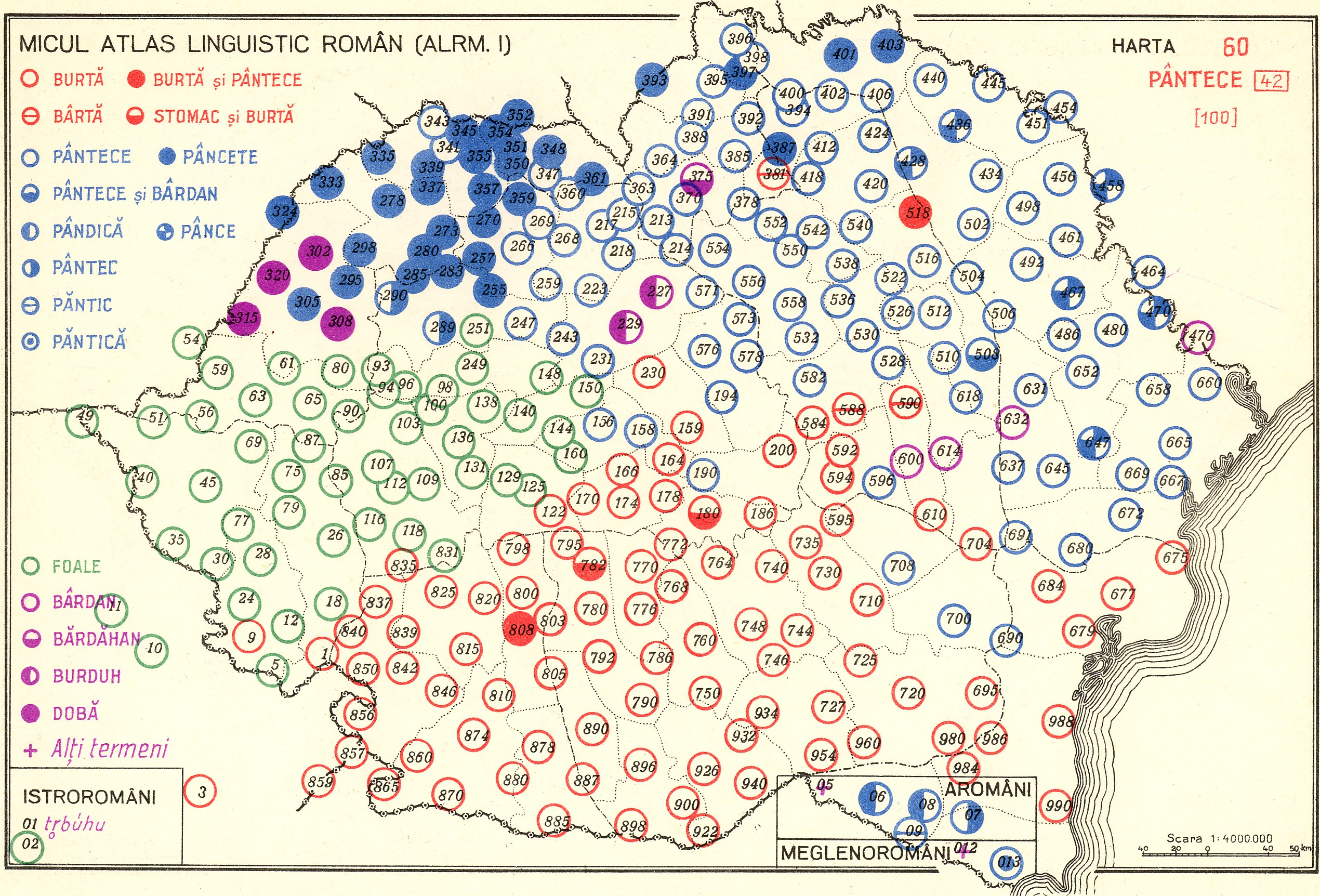
názvová variace slova 'burtă' (břicho) na území Rumunska

Rumunštinou se mluví hlavně v Rumunsku, Moldavsku, Maďarsku, Srbsku a Bulharsku.

### Oficiální postavení
Rumunština je oficiální jazyk Rumunska a Moldavské republiky, kde se lze z politických důvodů setkat i s označením moldavština (např. v ústavě, naopak na školním vysvědčení je uvedena rumunština). I podle jednoho z jazykových zákonů je rumunština a moldavština stejný jazyk.
Úřady v Moldavské podněsterské republice (Podněstří) trvají na užívání ruské azbuky místo latinky. Existují však školy, které vyučují v latince. Lpění na užívání rumunštiny v azbuce je projevem rusifikace rumunskojazyčného obyvatelstva. Rodiče raději posílají své děti do ruských škol, kde se jim dostane výuky standardní ruštiny, místo do škol, kde děti naučí málo využitelný pravopis rumunštiny v azbuce.
Ve Vojvodině má oficiálně stejný status jako srbština, ale ve skutečnosti je tam méně důležitá.
V ostatních částech Srbska a na Ukrajině mají rumunské komunity malá práva, co se týče ochrany a používání jejich jazyka.
Rumunština je jedním z pěti jazyků, které se používají při bohoslužbách na Hoře Athos.

### Dialekty
De facto existují čtyři „rumunské“ jazyky. Jen dva (rumunština / moldavština a makedorumunština) existují v písemné podobě.
(Dako)rumunština – na sever od Dunaje (Rumunsko, Moldavsko, Ukrajina). (Dako)rumunština má pět nářečí:
- moldavské (považované za jazyk, limba moldovenească) – Moldavsko, Podněstří, Bukovina a východní Sedmihradsko
- valašské (dialect „popular“) – Valašsko, Dobrudža a jižní Sedmihradsko
- marmarošské (dialect de Maramureş) – Marmaroš
- krišanské (dialect de Crișana) – Krišana a západní Sedmihradsko
- banacké (dialect de Banat) – Banát.

Makedorumunština (Arumunština) – Řecko, Severní Makedonie, Bulharsko, Srbsko, Albánie.
Meglenorumunština – severní Řecko.
Istrorumunština – Istrie, Chorvatsko.

## Gramatika
Rumunská jména rozeznávají 3 rody (mužský, ženský a střední), 2 čísla (singulár a plurál) a 5 pádů (nominativ, akuzativ, dativ, genitiv a vokativ). Členy, většina adjektiv a zájmena se shodují se svým řídícím jménem.
Rumunština je jediný románský jazyk, jehož určitý člen se připojuje na konec jména a ne před slovo.
Rumunština má čtyři slovesné třídy a pět způsobů (indikativ, konjunktiv, imperativ, prezumptiv a supinum)

## Fonologie
Rumunština má 7 samohlásek a 20 souhlásek.

### Hláskové změny
Kvůli izolaci rumunštiny je hláskový vývoj odlišný od vývoje ostatních románských jazyků, ale některé změny sdílí s italštinou (např. [kl] > [kj] – lat. clarus > rum. chiar, it. chiaro) a dalmátštinou (např. [gn] > [mn] – lat. cognatus > rum. cumnat, dalm. comnut).
Mezi důležité hláskové změny patří:
- diftongizace e, i, o – lat. cera > rum. ceară (vosk)
- jotacizmus [e] > [i] – lat. herba > rum. iarbă (tráva)
- veláry [k], [g] > labiály [p], [b], [m] – lat. octo > rum. opt (osm)
- rotacizmus [l] > [r] – lat. caelum > rum. cer (nebe)
- palatalizace dentál [d], [t] před [e] a [i] – lat. deus > rum. zeu (bůh), lat. tenem > rum. ţine (držet)

## Psaná podoba

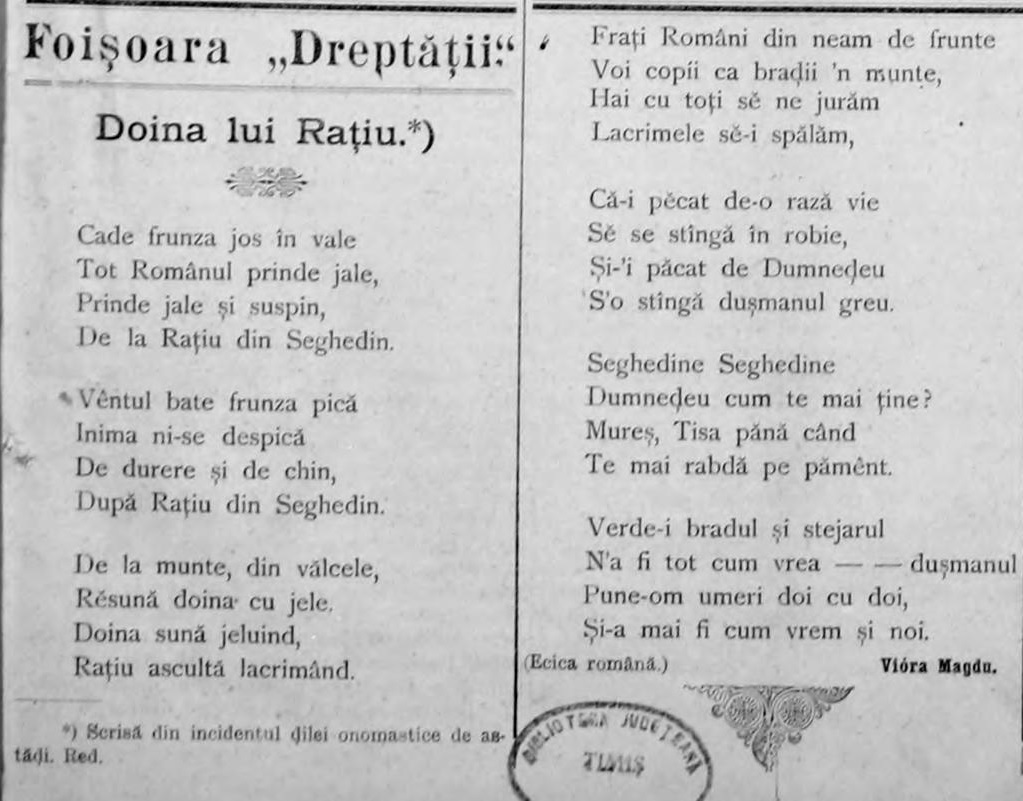
Ukázkový text z roku 1895.

První psaný záznam románského jazyka, kterým se mluvilo ve středověku na Balkáně, byla zapsána byzantským kronikářem v 6. století o vojenské expedici proti Avarům. Je to věta mezkaře doprovázejícího byzantská vojska „Torna, torna, fratre!“ (Vrať se, vrať se, bratře!), kterou zavolal na společníka, když uviděl, že z mezka spadl náklad.
Nejstarší psaný text v rumunštině je dopis z roku 1521, v němž Neacșu z Câmpulungu píše starostovi Brašova o hrozícím útoku Turků. Byl napsán cyrilicí jako většina tehdejších textů. Nejstarší text latinkou byl v 16. století napsán v Transylvánii podle konvencí maďarštiny.
V pozdním 18. století rumunští učenci, majíce na paměti původ rumunštiny v latině, převzali italský pravopis a přizpůsobili ho rumunštině. Cyrilice se, i když stále méně, používala až do roku 1860, kdy byl pravopis poprvé normován.
V Moldavské SSR se do roku 1989 používala upravená ruská cyrilice.

### Abeceda
| písmeno:    | a | ă | â | b | c    | d | e | f | g     | h     | i | î | j | l | m | n | o | p | r | s | ș | t | ț | u    | v | x      | z |
| výslovnost: | a | ə | ɨ | b | k, č | d | e | f | g, dž | h, ch | i | ɨ | ž | l | m | n | o | p | r | s | š | t | c | u, w | v | kz, gz | z |

Poznámky:
- ce, ci se čte [če], [či]
- che, chi se čte [k´e], [k´i]
- ca, co, cu se čte [ka], [ko], [ku]
- ge, gi se čte [dže], [dži]
- ghe, ghi se čte [g´e], [g´i]
- ga, go, gu se čte [ga], [go], [gu]
- nepřízvučné i na konci slova se vyslovuje tak krátce, že netvoří slabiku, ale palatalizuje případnou předchozí souhlásku
- ă se vyslovuje jako neurčitá souhláska [ə] stejně jako v angličtině
- na začátku a na konci slova se píše î, uprostřed â (do reformy pravopisu v r. 1993 se všude psalo î) a vyslovuje se jako u bez zaokrouhlení rtů.
- Místo ș a ț (s čárkou dole) se běžně, ale nesprávně, v elektronicky psaných textech vyskytují ş a ţ (s cedillou, tj. s háčkem dole). Důvod je, že ș a ț byly podporovány až v Unicode 3.0, respektive Windows XP. A to ani ne ve standardním XP, ale člověk si musel doinstalovat European Union Expansion Font Update. Teprve od Windows Vista je to ve standardní verzi. Ale i když už člověk měl software, který tyto znaky nabízí, stále neměl klávesnici, která je umožňuje napsat. Takže tato písmena mohl zapsat jen kódem nebo vyhledat v mapě znaků. Unicode (HTML) kódy: U+0218 (&#x0218;) Ș, U+0219 (&#x0219;) ș, U+021A (&#x021a;) Ț, U+021B (&#x021b;) ț.
Při použití klávesy compose snadno dojde k chybě, když někdo (zdánlivě logicky) pro skládání znaku s čárkou pod písmenem chybně použije čárku, která přivěsí cedillu; namísto toho je nutno pro čárku pod písmenem použít středník.
- Při transkripci rumunských jmen a názvů do češtiny je možno nahrazovat zvláštní znaky takto: ă = a, â = a, î = i, ș = š, ț = ts (např. Brașov či Brašov, Bistrița či Bistritsa, Rădăuți či Radautsi)[5]

## Příklady

### Číslovky
| Rumunsky | Česky |
| unu      | jeden |
| doi      | dva   |
| trei     | tři   |
| patru    | čtyři |
| cinci    | pět   |
| șase     | šest  |
| șapte    | sedm  |
| opt      | osm   |
| nouă     | devět |
| zece     | deset |

## Vzorový text

### Všeobecná deklarace lidských práv
| rumunsky | Toate ființele umane se nasc libere și egale în demnitate și în drepturi. Ele sunt înzestrate cu rațiune și conștiință și trebuie să se comporte unii față de altele în spiritul fraternității. |
| česky    | Všichni lidé se rodí svobodní a sobě rovní co do důstojnosti a práv. Jsou nadáni rozumem a svědomím a mají spolu jednat v duchu bratrství.                                                      |

### Otčenáš
| Latina                                          | Italština                                              | Rumunština                                               |
| ----------------------------------------------- | ------------------------------------------------------ | -------------------------------------------------------- |
| Pater noster, qui es in caelis:                 | Padre nostro, che sei nei cieli,                       | Tatăl nostru carele ești în ceruri,                      |
| sanctificetur Nomen Tuum;                       | sia santificato il tuo nome.                           | sfințească-se numele tău.                                |
| adveniat Regnum Tuum;                           | Venga il tuo regno.                                    | Vie împărăția ta.                                        |
| fiat voluntas Tua, sicut in caelo, et in terra. | Sia fatta la tua volontà, come in cielo così in terra. | Facă-se voia ta, precum în cer, așa și pe pământ.        |
| Panem nostrum quotidianum da nobis hodie;       | Dacci oggi il nostro pane quotidiano                   | Pâinea noastră cea de toate zilele, dă-ne-o nouă astăzi, |
| et dimitte nobis debita nostra,                 | e rimetti a noi i nostri debiti,                       | și ne iartă nouă păcatele noastre,                       |
| Sicut et nos dimittimus debitoribus nostris;    | come noi li rimettiamo ai nostri debitori.             | precum și noi iertăm greșiților noștri.                  |
| Et ne nos inducas in tentationem;               | E non ci indurre in tentazione,                        | Și nu ne duce pe noi în ispită,                          |
| sed libera nos a Malo.                          | ma liberaci dal male.                                  | ci ne izbăvește de cel rău.                              |